# Coupe du Ghana féminine de football
La Coupe du Ghana féminine de football est une compétition de football féminin à élimination directe opposant les clubs du Ghana.

## Palmarès
| Saison | Champion                                                                               | Score de la finale                                                                     | Finaliste                                                                              |
| ------ | -------------------------------------------------------------------------------------- | -------------------------------------------------------------------------------------- | -------------------------------------------------------------------------------------- |
| 2016,  | Police Ladies                                                                          | 2-1                                                                                    | Fabulous Ladies                                                                        |
| 2017,  | Prisons Ladies                                                                         | 1-0                                                                                    | Police Ladies                                                                          |
| 2018,  | Compétition abandonnée à la suite d'un scandale de corruption dans le football ghanéen | Compétition abandonnée à la suite d'un scandale de corruption dans le football ghanéen | Compétition abandonnée à la suite d'un scandale de corruption dans le football ghanéen |
| 2019   | Compétition non disputée                                                               | Compétition non disputée                                                               | Compétition non disputée                                                               |
| 2020   | Compétition annulée en raison de la pandémie de Covid-19                               | Compétition annulée en raison de la pandémie de Covid-19                               | Compétition annulée en raison de la pandémie de Covid-19                               |
| 2021   | Hasaacas Ladies                                                                        | 2-0                                                                                    | Ampem Darkoa Ladies                                                                    |
| 2022   | Ampem Darkoa Ladies                                                                    | 1-0                                                                                    | Hasaacas Ladies                                                                        |
| 2023   | Ampem Darkoa Ladies                                                                    | 2-1a. p.                                                                               | Police Ladies                                                                          |
| 2024   | Army Ladies                                                                            | 1-0                                                                                    | Police Ladies                                                                          |
| 2025   | Faith Ladies                                                                           | 2-1a. p.                                                                               | Jonina Ladies                                                                          |

| Club                | Titres | Finales |
| ------------------- | ------ | ------- |
| Ampem Darkoa Ladies | 2      | 1       |
| Police Ladies       | 1      | 3       |
| Hasaacas Ladies     | 1      | 1       |
| Army Ladies         | 1      | 0       |
| Faith Ladies        | 1      | 0       |
| Prisons Ladies      | 1      | 0       |
| Fabulous Ladies     | 0      | 1       |
| Jonina Ladies       | 0      | 1       |